# 220 Volt
För spänningen i eluttag, se Nätspänning.
220 Volt är ett heavy metalband som bildades 1979 på Frösön, Östersund. 
Bandets karriär började 1979, men tog fart när de 1982 släppte den första singeln "Prisoner Of War", som sålde slut snabbt. Sedan en radiostation i New Jersey spelat singeln och den blivit en av de mest önskade låtarna där hörde skivbolaget CBS av sig till bandet och ville erbjuda dem ett skivkontrakt.
Den första skivan "220 Volt" släpptes 1983 och såldes i cirka 10 000 exemplar enbart i Sverige. Bandet har förutom i Sverige varit mycket populärt i Japan, Tyskland och USA. 1984 turnerade bandet med Nazareth (12 konserter) och  1986 med AC/DC (7 konserter) och detta samt en massa egna spelningar i folkparker ökade deras popularitet. 
1992 splittrades bandet, men har sedan 2002 spelat ihop igen med samma sättning som på första singeln och arrangerat populära konserter både i Jämtland och på andra platser i Sverige. Volume 1 var den första inspelningen som släpptes på 2000-talet, den innehåller både nytt material och delar av en konsert från Sweden Rock 2002. Den tryckta upplagan gjordes bara i 1000 exemplar, men finns tillgänglig på bl.a. iTunes.
2005 släppte bandet sin första liveskiva "Made in Jamtland" som spelats in under ett antal konserter i just Jämtland.
I slutet av 2008 slutade trumslagaren Peter Hermansson och ingen permanent ersättare har annonserats.
2009 spelade bandet in en ny EP med nya versioner av populära "Heavy Christmas" samt 3 låtar till. Låten firade 25-årsjubileum och bandet tyckte att den borde finnas tillgänglig eftersom de gamla skivorna är utgångna och ej återutgivna av skivbolaget. Sångaren Jocke Lundholm återvände för denna inspelning och bandet lånade även in trumslagaren Björn Höglund från Hoven Droven. Plattan släpptes under titeln Heavy Christmas - Revisited.

## Medlemmar
Nuvarande medlemmar
- Thomas Drevin – gitarr (1979–1984, 2002– )
- Mats Karlsson – gitarr (1979–1990, 2002– )
- Peter Hermansson – trummor (1982–1990, 2002–2008, 2013– )
- Mats "Vasse" Vassfjord – basgitarr (2016– )
- Göran Nyström – sång (2017– )

Tidigare medlemmar
- Tommy Hellström – basgitarr (1979–1980)
- Pelle Hansson – trummor (1979–1982)
- Christer "Frille Åsell" Nääs – sång (1979–1983, 2002–2008)
- Mike "Larsson" Krusenberg – basgitarr (1980–1992, 2002–2013)
- Joakim Lundholm – sång (1983–1990)
- Peter Olander – gitarr (1984–1992)
- Per Englund – sång (1990–1992)
- Anders Engberg – sång (2013–2015)

Turnerande medlemmar
- Robin Eriksson – sång (2015– )
- Peter Hallgren – basgitarr (2014–2016)
- Björn Höglund – trummor (2002)

## Diskografi
Demo
- Demo #1 (1982)
- Demo #2 (1982)

Studioalbum
- 220 Volt (1983)
- Powergames (1984)
- Mind Over Muscle (1985)
- Eye To Eye (1988)
- Lethal Illusion (1997)
- Walking in Starlight (2014)

Livealbum
- Made In Jamtland (2005)

EP
- Heavy Christmas (2009)

Singlar
- "Prisoner Of War" (1982)
- "Nightwinds" (1983)
- "Heavy Christmas" (1984)
- "It's Nice To Be A King" (1985)
- "High Heels" (1986)
- "Lorraine" (1987)
- "Young And Wild" (1987)
- "Beat Of A Heart" (1988)
- "Love Is All You Need" (1988)
- "Still In Love" (1989)
- "Heavy Christmas (remix)" (2009)
- "One Good Reason" (2013)
- "Fair Enough" (2017)

Samlingsalbum
- Electric Messengers  (1985)
- Young And Wild (1987)
- Volume 1 (2002)